# Emanuel Janes
José Emanuel Ferraz Janes, é um historiador, investigador, colunista e professor residente na Região Autónoma da Madeira.

## Biografia
Nascido em Santo António, freguesia da Ilha da Madeira a 10 de Maio de 1957, José Emanuel Ferraz de Janes é licenciado em História e Mestre em História Contemporânea pela Faculdade de Letras da Universidade Clássica de Lisboa. Exerceu durante vários anos, a profissão de professor e historiador.
Leccionou no Liceu Jaime Moniz e na Escola Secundária Gonçalves Zarco, na cidade do Funchal.  
Actualmente é um dos historiadores do Centro de Estudos de História do Atlântico onde, sob a direcção de Alberto Vieira desenvolve projectos de cariz histórico e de investigação relacionados com a Ilha da Madeira.
Participou em 2017 num programa de rádio da RDP Madeira/ Antena 1 que passa todas as quartas-feiras. O programa é em função da celebração dos 600 anos da descoberta da ilha, falando acerca da sua história.

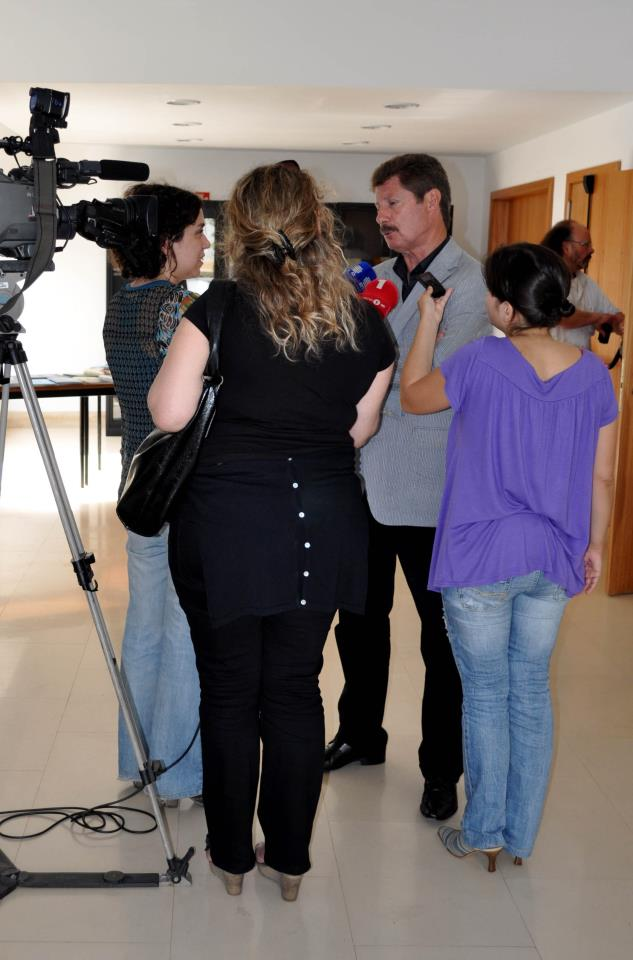
Emanuel Janes a dar uma entrevista.

## Obras
- Nacionalismo e nacionalistas na Madeira dos anos trinta : 1928-1936
- A implantação da República na Madeira. Atlântico. Nº 18 (Verão 1989). p. 97-102
- Uma tentativa de restauração monárquica na Madeira. Islenha. Nº22 (Jan.-Jun. 1998). p. 165-172
- História da Madeira/coord. Alberto Vieira; colab. Abel Soares Fernandes, Emanuel Janes, Gabriel Pita; fot. e gravuras fot. Arquivo do Diário de Notícias... - 1ª ed. - Funchal : Secretaria Regional de Educação, 2001.